# Jürgen Hambrecht

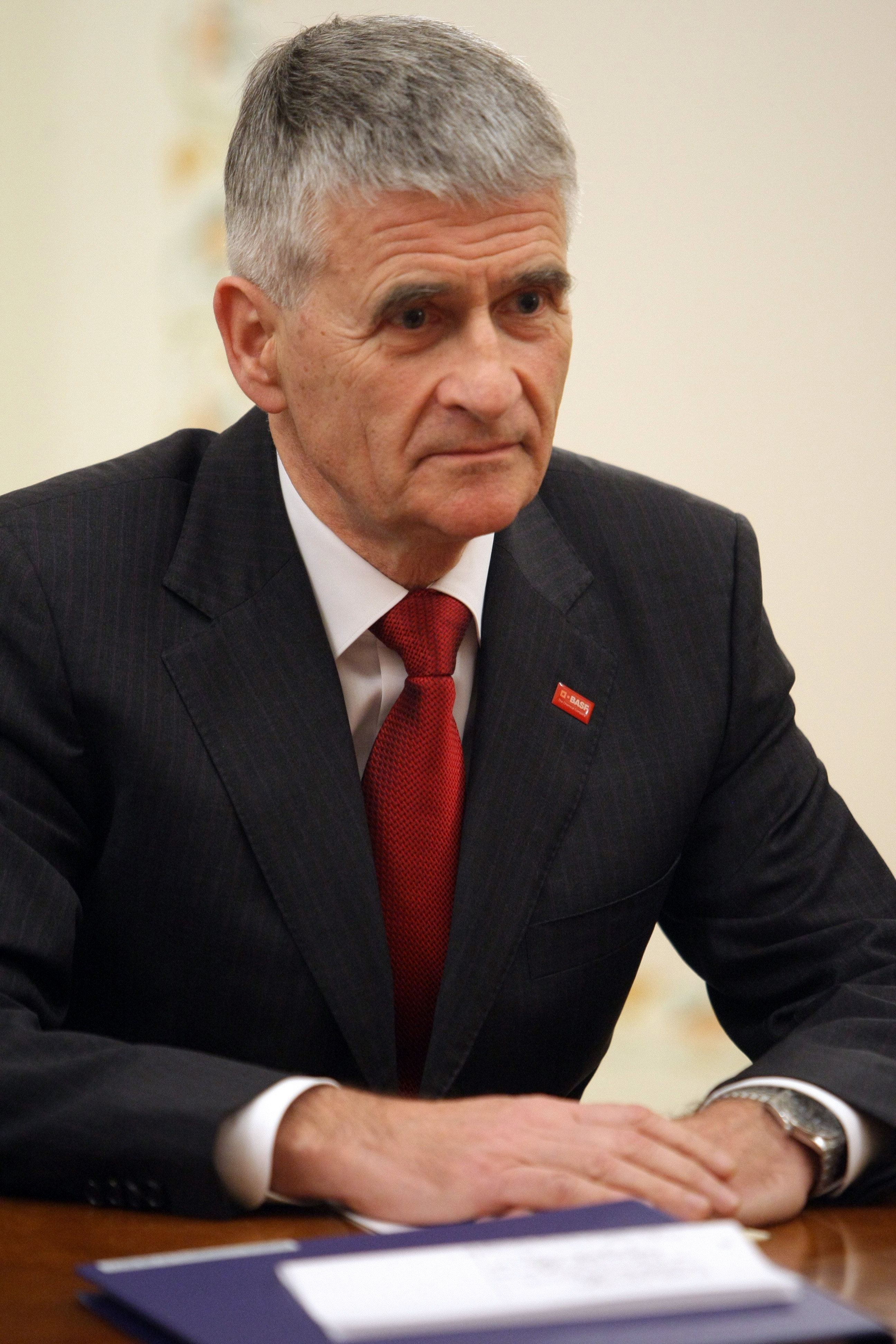
Jürgen Hambrecht (2011)

Jürgen Hambrecht (* 20. August 1946 in Reutlingen) war von 2003 bis 2011 Vorstandsvorsitzender der BASF SE und von 2014 bis 2020 deren Aufsichtsratsvorsitzender.

## Leben
Jürgen Hambrecht wurde am 20. August 1946 in Reutlingen geboren. Die Eltern betrieben ein Malereigeschäft. Hambrecht legte das Abitur am Johannes-Kepler-Gymnasium in Reutlingen ab. Anschließend studierte er an der Eberhard-Karls-Universität Tübingen und wurde dort 1975 in organischer Chemie promoviert.
Im Jahr 1976 begann er seine Berufslaufbahn bei der BASF im dortigen Kunststofflaboratorium. Er war zunächst für die Forschung an Polystyrol, Styrolcopolymeren und Polyphenylenether zuständig. Er wurde 1985 Leiter Forschung und Einkauf der BASF Lacke und Farben AG (heute BASF Coatings GmbH), Münster. Ab 1990 leitete er den Unternehmensbereich Technische Kunststoffe der BASF in Ludwigshafen am Rhein. 1995 wechselte er nach Hongkong und wurde Leiter des Länderbereiches Ostasien. 1997 wurde er zum Mitglied des Vorstands der BASF berufen und war deren erstes Vorstandsmitglied mit Sitz in Asien.
2003 übernahm er den Vorstandsvorsitz bei BASF von Jürgen Strube.
Als Vorsitzender war er für die Verhandlungen mit Gazprom über die Projekte Nordstream und Yuzhno-Russkoye verantwortlich.
Im Mai 2011 übergab er das Amt an Kurt Bock.
Nach einer fast dreijährigen „Abkühlphase“ wurde er am 20. Februar 2014 als Kandidat für den Aufsichtsrat der BASF vorgeschlagen, wo er als Nachfolger von Eggert Voscherau den Vorsitz übernahm. Seine Amtszeit endete mit der Hauptversammlung 2020.
Im August 2010 positionierte sich Hambrecht als einer von 40 Unterzeichnern des Energiepolitischen Appells, einer Lobbyinitiative der vier großen Stromkonzerne, um die Laufzeitverlängerung deutscher Kernkraftwerke voranzubringen. 
Er war Mitglied der Ethikkommission für eine sichere Energieversorgung zum Atomausstieg. Im Oktober 2021 appellierte er, über Laufzeitverlängerungen nachzudenken: wegen der steigenden Energiepreise, möglicher Versorgungsengpässe und der Dringlichkeit des Klimaschutzes. Der gleichzeitige Ausstieg aus Kohle und Atomkraft sei ein Fehler gewesen. 
Er beklagte, dass es in Deutschland „damals keine Abwägung zwischen Kernenergie und der Erderwärmung“ gegeben habe. Diese Abwägung sei nötig; es sehe „so aus, als ob die Gefahren des Klimawandels viel höher sind als die Risiken der Atomkraft“.
Seit 2015 ist er Mitglied der FDP.
Hambrecht kaufte 2011 Anteile an dem israelischen Pharmaunternehmen NeuroDerm Ltd. Dieses wurde im Juli 2017 vom japanischen Pharmariesen Mitsubishi Tanabe für 1,1 Milliarden US-Dollar übernommen. Er erhielt 29,3 Millionen Euro für seinen Anteil.
Hambrecht lebt in Neustadt an der Weinstraße und ist mit der Ärztin Ingeborg Staehler-Hambrecht verheiratet. Aus der Ehe stammen vier Kinder.

## Weitere Funktionen und Mitgliedschaften
- Von 2000 bis 21. Mai 2008 Mitglied im Aufsichtsrat der Bilfinger Berger AG, Mannheim
- Seit 2006 Gesellschafter der Robert Bosch Industrietreuhand KG (bis 31. März 2019)[10]
- Von Oktober 2003 bis September 2005 Präsident, danach Vizepräsident des Verbandes der Chemischen Industrie e. V. (VCI)
- Von November 2003 bis November 2005 Vizepräsident des Bundesverbandes der Deutschen Industrie e. V. (BDI)
- Von Juli 2006 bis Juli 2010 Vorsitzender des Asien-Pazifik-Ausschusses der deutschen Wirtschaft (APA)
- Seit 2008 Mitglied im Aufsichtsrat der Daimler AG (heute Mercedes-Benz Group)
- Vorsitzender des Aufsichtsrats der Fuchs Petrolub SE in Mannheim (bis 7. Mai 2019)[11]
- Bis 2014[12] Mitglied im Aufsichtsrat der Deutsche Lufthansa AG, Mitglied im Präsidium, im Vermittlungs- und Nominierungsausschusses des Aufsichtsrats
- Mitglied im Vorstand der Siepmann-Stiftung, das Kontrollgremium der Unternehmensgruppe ALDI SÜD.[13] (bis 2016[14])
- Seit März 2011 ist Hambrecht Mitglied der Ethikkommission für sichere Energieversorgung
- Seit Januar 2013 ist Hambrecht Vorsitzender des Aufsichtsrats der Trumpf Gruppe.[15]
- Mitglied im Board of Directors der Nyxoah SA[16]

## Soziales Engagement
Hambrecht engagiert sich persönlich in dem Verein Wissensfabrik – Unternehmen für Deutschland e. V., der sich zum Ziel gesetzt hat, in der frühkindlichen Erziehung Kinder für Naturwissenschaften zu begeistern und Jungunternehmer mit Kontakten und Öffentlichkeitsarbeit zu unterstützen.

## Auszeichnungen
- 2005: Manager des Jahres 2005 in Deutschland, gewählt durch Manager Magazin
- 2011: Ehrensenator der Universität Tübingen
- 2012: Preis für gute Unternehmensführung der Deutsche Schutzvereinigung für Wertpapierbesitz e. V. (DSW)[19]
- 2013: Preis Soziale Marktwirtschaft der Konrad-Adenauer-Stiftung

## Schriften
- Grignard-Reaktion an Cyclobutendionen: Darstellung und komplexchemische Umsetzung aliphatischer Bisacetylen-Ketone. Dissertation. Tübingen 1975.